# Narjiss Nejjar
Narjiss Nejjar est une écrivaine, scénariste et réalisatrice marocaine, née à Tanger en 1971.

## Biographie
Narjiss Nejjar est née en 1971 à Tanger,,. Fille de la romancière Noufissa Sbaï, elle s'installe à Paris en 1989 pour effectuer des études et devient diplômée de l'École supérieure de réalisation audiovisuelle de Paris,.
Elle travaille ensuite comme assistante réalisatrice. Elle réalise aussi des documentaires, notamment en 1994 L’Exigence de la dignité, puis en 1996, Khaddouj, mémoire de Targha. En 1998, elle coproduit une série documentaire, Les Salines. En 1999, elle publie son premier roman, Cahiers d’empreintes, un récit poétisue à la première personne du singulier,.
En 2000, Narjiss Nejjar crée à Paris la société de production Terre Sud Films,. Puis, à partir de 2001, elle signe des courts et moyens métrages.
En 2003, son premier long métrage, Les Yeux secs, est présenté à Cannes dans le cadre de la Quinzaine des réalisateurs. C'est cette même année que naît son fils Sofyane. En 2010, elle joue son propre rôle dans le film documentaire de Abdelkader Lagtaâ sur le cinéma marocain : Entre désir et incertitude, film qui est présenté à l'Institut Lumière lors de l'évènement : Fenêtre sur le cinéma du Sud.
En 2011 elle tourne son deuxième long-métrage, L'Amante du Rif, une adaptation très libre du roman éponyme de sa mère, Noufissa Sbaï,,.
Depuis 2018, Narjiss Nejjar est directrice de la cinémathèque marocaine à Rabat (Centre Cinématographique Marocain),.

## Filmographie
- 1994 : L'Exigence de la dignité (documentaire)[4]
- 1996 : Khaddouj, Mémoire de Targha (documentaire)[4]
- 2001 : Le Septième Ciel (court métrage)[5]
- 2001 : Le Miroir du fou (court métrage)[5]
- 2002 : La Parabole ou La Rive des muets (court métrage)
- 2003 : Les Yeux secs (al ouyoune al jaffa)[5]
- 2006 : Wake Up Morocco (inhad ya maghrib)[1]
- 2009 : Les Casablancaises
- 2010 : Terminus des anges (film collectif)
- 2010 : Entre désir et incertitude (comédienne dans son propre rôle)
- 2011 : L'Amante du Rif
- En préparation : Apatride (sur le thème de l'expulsion des Marocains d'Algérie en 1975)[13]

## Distinctions
- Festival national marocain du film 2003 : prix de la première œuvre pour Les Yeux secs[14].
- Festival international du film francophone de Namur 2003 : Bayard d'or du meilleur scénario pour Les Yeux secs[15].